# 쿠아조크
쿠아조크(Kuajok)는 남수단 북서부 바르알가잘 지방의 도시로 고그리알 주(행정 구역 개편 이전에는 와랍 주)의 주도이며 높이는 415m, 인구는 78,111명(2008년 기준)이다.
남수단의 수도인 주바에서 북서쪽으로 약 690km, 바르알가잘 지방에서 가장 큰 도시인 와우에서 북쪽으로 약 100km 정도 떨어진 곳에 위치한다. 수단 국경과 가까운 편이다.

## 같이 보기
- 와랍주
- 바르알가잘 지방
- 와우 (도시)
- 딩카인
- 누에르족